# Kenny Rogers
Kenneth Donald Rogers (Houston, 21 de agosto de 1938 — Sandy Springs, 20 de março de 2020) foi um cantor de música country norte-americano, além de fotógrafo, produtor e ator. Foi membro da banda de country rock e rock psicodélico Kenny Rogers and The First Edition, antes de fazer sua carreira solo de sucesso.
Sua carreira alcançou maior popularidade entre as décadas de 1970 e 1980, quando venceu por três vezes o Grammy, e teve como maiores sucessos  as canções “The Gambler”, “We've Got Tonight” e “Lucille”. É considerado um dos precursores da fusão entre o estilo country e o pop.
Rogers também foi um dos líderes do grupo USA for Africa, que teve como objetivo ajudar as vítimas da fome e doenças em África. A canção que deu início a essa organização foi o compacto “We Are the World”, escrito por Michael Jackson e Lionel Richie. Essa música reuniu 45 cantores, que mais tarde seriam os integrantes do grupo.
Em 2016 iniciou sua turnê de despedida,  mas a interrompeu em 2018 por motivo de saúde. Em maio de 2019, Rogers foi internado em um hospital da Geórgia por desidratação, em meio a rumores de que sua saúde geral estava em declínio.
Rogers morreu em sua própria casa, em Sandy Springs, de causas naturais, cercado por seus familiares,  em 20 de março  de 2020.

## Discografia
- 1976 – Love Lifted Me
- 1976 – Daytime Friends
- 1977 – Kenny Rogers
- 1978 – Every Time Two Fools Collide (with Dottie West)
- 1978 – Love Or Something Like It
- 1978 – The Gambler
- 1979 – Kenny
- 1980 – Gideon
- 1981 – Christmas
- 1981 – Share Your Love
- 1982 – Love Will Turn You Around
- 1983 – Eyes That See In The Dark
- 1983 – We've Got Tonight
- 1984 – Once Upon A Christmas (with Dolly Parton)
- 1984 – What About Me?
- 1985 – Love Is What We Make It
- 1985 –  The Heart Of the Matter
- 1986 – They Don't Make Them Like They Used To
- 1987 – I Prefer The Moonlight
- 1989 – Christmas In America
- 1989 – Something Inside So Strong
- 1990 – Love Is Strange
- 1991 – Back Home Again
- 1993 – If Only My Heart Had A Voice
- 1994 – Timepiece (Orchestral Sessions with David Foster)
- 1996 – The Gift
- 1996 – Vote For Love
- 1997 – Across My Heart
- 1998 – Christmas From The Heart
- 1999 – She Rides Wild Horses
- 2000 – There You Go Again
- 2003 – Back To The Well
- 2006 – Water and Bridges
- 2011 – The Love Of God
- 2012 – Christmas Live!
- 2013 – You Can't Make Old Friends
- 2015 – Once Again It's Christmas